# 더 라스트 오브 어스: 레프트 비하인드
《더 라스트 오브 어스: 레프트 비하인드》는 너티 독이 개발하고 소니 컴퓨터 엔터테인먼트가 배급한 2014년 액션 어드벤처 게임이다. 2013년작 《더 라스트 오브 어스》의 다운로드 가능 확장팩이다. 주인공 엘리를 시점으로 두 이야기를 다루며 하나는 《더 라스트 오브 어스》 시점에서 3주 전 엘리가 친구 라일리와 함께 보스턴의 버려진 백화점에서 함께 겪은 사건을, 다른 하나는 콜로라도에서 다친 조엘을 치료하기 위해 엘리가 근방의 백화점에서 노획하는 사건을 담았다.
본편과 마찬가지로 삼인칭 시점에서 진행된다. 2014년 2월 14일 플레이스테이션 3로 전세계에 동시출시됐으며 이후 2014년 7월 28일 플레이스테이션 4로 발매된 《더 라스트 오브 어스 리마스터드》에 수록됐다. 2022년 9월 플레이스테이션 5로 발매된 리메이크 《더 라스트 오브 어스 파트 I》에 기본수록됐다.
《더 라스트 오브 어스: 레프트 비하인드》는 《더 라스트 오브 어스》가 전폭적인 호평을 받은 이후로 큰 기대를 받았다. 발매 당시 언론으로부터 이야기, 인상깊은 인물호 등으로 대체적으로 긍정적인 평가를 받았다. 게임 후반부의 전투 부분은 부자연스럽고 어울리지 않는다는 지적을 받았다. 《레프트 비하인드》 내의 내용은 2023년 2월 방영된 텔레비전 드라마 《더 라스트 오브 어스》의 7화에서 묘사됐다.

## 반응
《더 라스트 오브 어스: 레프트 비하인드》는 리뷰 애그리게이터 웹사이트 메타크리틱에서 플레이스테이션 3판이 88/100점을 기록해 "대체적으로 긍정적인 평가"를 기록했다.

## 참조

### 주해
1. ↑  영어: The Last of Us: Left Behind